# Kaltbrunn
Kaltbrunn é uma comuna da Suíça, no Cantão São Galo, com cerca de 3.759 habitantes. Estende-se por uma área de 18,68 km², de densidade populacional de 201 hab/km². Confina com as seguintes comunas: Benken, Ebnat-Kappel, Ernetschwil, Gommiswald, Rieden, Schänis, Uznach.
A língua oficial nesta comuna é o Alemão.